# Marie Louis Emberger
(Marie) Louis Emberger ( 1897 - 1969 ) fue un botánico y destacadísimo fitogeógrafo francés . Desarrolló una comunicación muy fluida con el geobotánico Josias Braun-Blanquet (1884-1980), del cual fue discípulo.
Fue profesor y director del "Instituto de Botánica, en la Universidad de Montpellier (Francia). Allí se conserva gran parte de sus colecciones de especímenes

## Algunas publicaciones
- Braun-Blanquet, J, Molinier, R.,Emberger, L.. 1947. Instructions pour l'établissement de la carte des groupements végétaux. Centre national de la recherche scientifique

- L. Emberger, rené Maire. 1929. Plantae maroccanae novae vel minus cognitae. Argel, Lunéville, 1929-30, 3 fascs. [fasc. 1, Argelia

- ---------------------------, pío font Quer, rené Maire. 1929. La végétation de l'Atlas rifain occidental. Compte-Rendu sommaire, Société de biogéographie 42. Editor Minerva, 5 pp.

- La abreviatura «Emb.» se emplea para indicar a Marie Louis Emberger como autoridad en la descripción y clasificación científica de los vegetales.[2]